# Moteur-fusée cryogénique
Pour un article plus général, voir moteur-fusée à ergols liquides.
 (août 2023).
La mise en forme du texte ne suit pas les recommandations de Wikipédia : il faut le « wikifier ».
Les points d'amélioration suivants sont les cas les plus fréquents. Le détail des points à revoir est peut-être précisé sur la page de discussion.
- Les titres sont pré-formatés par le logiciel. Ils ne sont ni en capitales, ni en gras.
- Le texte ne doit pas être écrit en capitales (les noms de famille non plus), ni en gras, ni en italique, ni en « petit »…
- Le gras n'est utilisé que pour surligner le titre de l'article dans l'introduction, une seule fois.
- L'italique est rarement utilisé : mots en langue étrangère, titres d'œuvres, noms de bateaux, etc.
- Les citations ne sont pas en italique mais en corps de texte normal. Elles sont entourées par des guillemets français : « et ».
- Les listes à puces sont à éviter, des paragraphes rédigés étant largement préférés. Les tableaux sont à réserver à la présentation de données structurées (résultats, etc.).
- Les appels de note de bas de page (petits chiffres en exposant, introduits par l'outil «  Source ») sont à placer entre la fin de phrase et le point final[comme ça].
- Les liens internes (vers d'autres articles de Wikipédia) sont à choisir avec parcimonie. Créez des liens vers des articles approfondissant le sujet. Les termes génériques sans rapport avec le sujet sont à éviter, ainsi que les répétitions de liens vers un même terme.
- Les liens externes sont à placer uniquement dans une section « Liens externes », à la fin de l'article. Ces liens sont à choisir avec parcimonie suivant les règles définies. Si un lien sert de source à l'article, son insertion dans le texte est à faire par les notes de bas de page.
- La présentation des références doit suivre les conventions bibliographiques. Il est recommandé d'utiliser les modèles {{Ouvrage}}, {{Chapitre}}, {{Article}}, {{Lien web}} et/ou {{Bibliographie}}. Le mode d'édition visuel peut mettre en forme automatiquement les références.
- Insérer une infobox (cadre d'informations à droite) n'est pas obligatoire pour parachever la mise en page.

Pour une aide détaillée, merci de consulter Aide:Wikification.
Si vous pensez que ces points ont été résolus, vous pouvez retirer ce bandeau et améliorer la mise en forme d'un autre article.

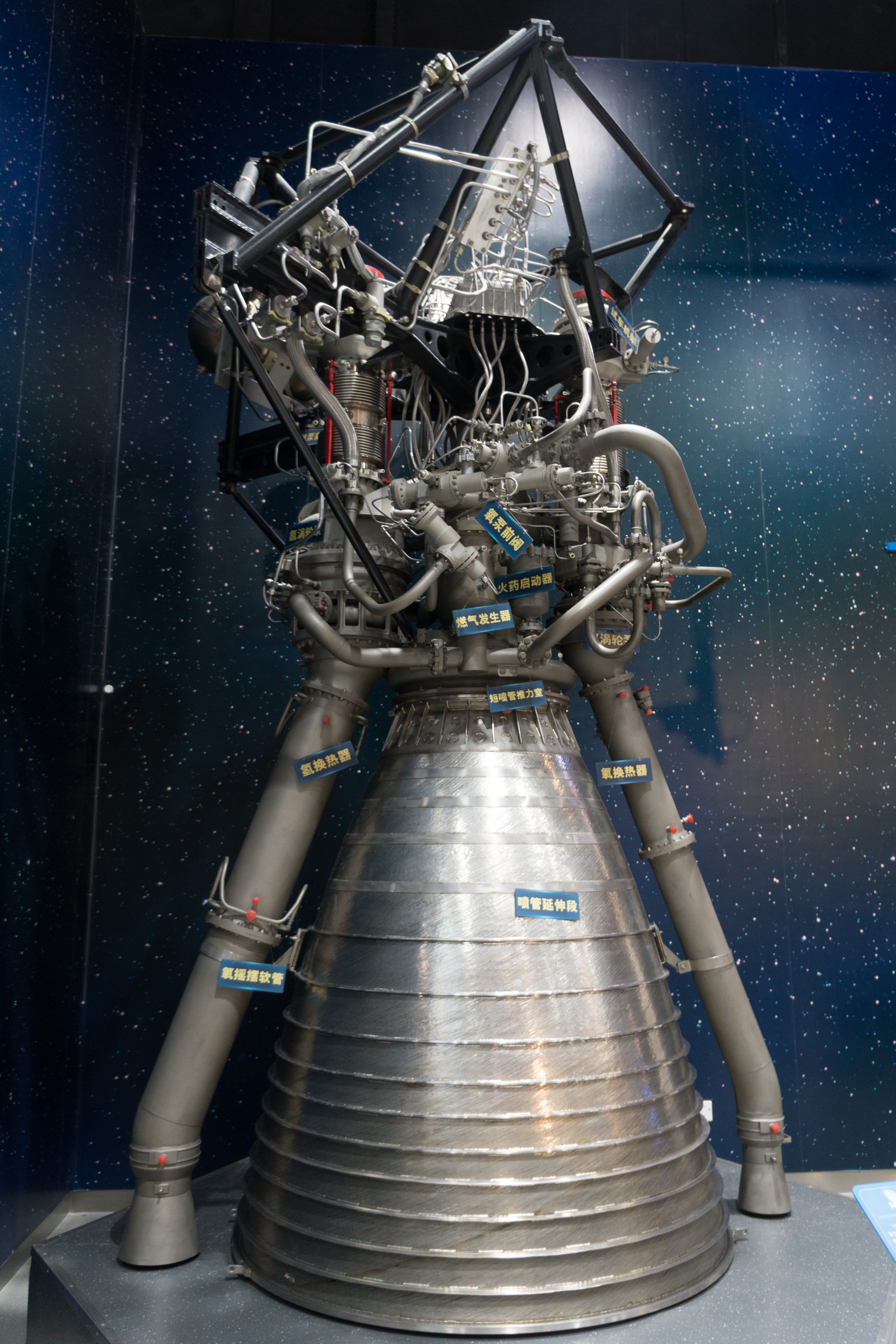
YF-77 exposé au.

Un moteur-fusée cryogénique est un type de moteur-fusée à ergols liquides qui fonctionne en utilisant des propergols liquides cryogéniques, c'est-à-dire des carburants et des oxydants qui sont maintenus à des températures extrêmement basses pour être stockés sous forme liquide.
Les moteurs-fusées cryogéniques sont particulièrement efficaces en raison de la densité énergétique élevée des ergols cryogéniques et de la réaction chimique intense qui se produit lors de leur combustion. 
Ils sont souvent utilisés dans les véhicules spatiaux, notamment dans les étages supérieurs des lanceurs spatiaux pour fournir une poussée supplémentaire nécessaire pour atteindre des orbites spécifiques ou pour effectuer des manœuvres précises une fois dans l'espace.

## Historique
Centaur est un étage supérieur de fusée, développé à la fin des années 1950 pour les besoins de l'agence spatiale américaine (NASA), et utilisé jusqu'à aujourd'hui sur plusieurs types de lanceurs. Ce fut le premier étage de fusée à mettre en œuvre le couple d'ergols hydrogène liquide (LH2) / oxygène liquide (LOX), très performant mais également très difficile à maîtriser.

## Principe

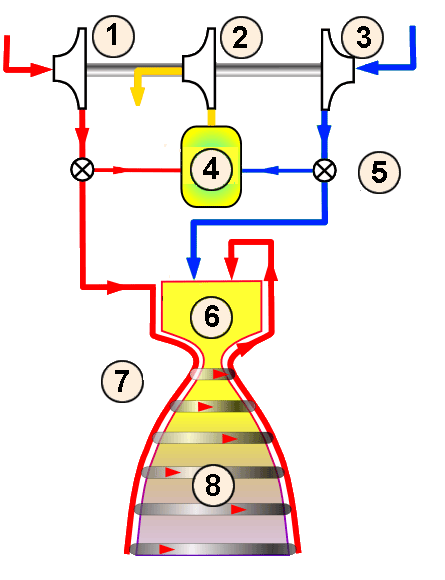
Schéma d'un moteur à flux dérivé avec générateur de gaz : 1 Pompe carburant, 2 Turbine, 3 Pompe comburant, 4 Générateur de gaz, 5 Vannes, 6 Chambre de combustion, 7 Échangeur thermique, 8 Tuyère.

### Propergol liquide cryogénique
On qualifie de cryogénique un propergol dont l'un au moins des ergols doit être maintenu à une température inférieure à −150 °C, température à partir de laquelle certains gaz de l'air se condensent à pression ambiante. De tels propergols sont généralement très performants mais ne peuvent être utilisés qu'au décollage depuis la Terre, car ils ne peuvent être maintenus longtemps à la température requise une fois chargés dans le lanceur. C'est tout particulièrement le cas de l'hydrogène liquide, qui commence à s'évaporer dès qu'il est en réservoir.
Deux types d'ergols cryogéniques couramment utilisés sont l'hydrogène liquide (LH2) et l'oxygène liquide (LOX). Ces ergols sont stockés à des températures extrêmement basses (proches du zéro absolu) pour les maintenir sous forme liquide ce qui maximise ainsi leur densité énergétique et leur potentiel de poussée.

### Moteur-fusée
Lorsqu'ils sont injectés dans la chambre de combustion du moteur-fusée et combinés, une réaction chimique intense se produit. La combinaison de l'hydrogène liquide et de l'oxygène liquide génère une combustion extrêmement réactive et énergétique.
L'éjection des gaz dans la tuyère génère alors une poussée puissante qui propulse le véhicule spatial à des vitesses vertigineuses. 
Le refroidissement de la tuyère est effectué grâce au passage d'un ergol cryogénique dans un échangeur thermique. L'ergol est alors pré chauffé puis injecté dans la chambre de combustion.

## Application
L'exploration spatiale moderne repose sur la puissance et l'efficacité des moteurs-fusées cryogéniques, une avancée technologique majeure qui a ouvert les portes des étoiles. En combinant des carburants et des oxydants stockés à des températures extrêmement basses, ces moteurs offrent une poussée puissante et une efficacité énergétique supérieure[À quoi ?], propulsant les véhicules spatiaux au-delà des limites terrestres.
Les moteurs-fusées cryogéniques sont essentiels pour propulser les lanceurs spatiaux dans l'orbite terrestre et au-delà, pour placer des satellites en orbite, pour ravitailler les stations spatiales et pour lancer des missions d'exploration planétaire. Ces moteurs jouent un rôle clé dans la poursuite de l'exploration spatiale et de la recherche scientifique.

## Défis technologiques
Bien que les moteurs-fusées cryogéniques soient puissants, ils présentent également des défis technologiques. Le stockage et la manipulation d'ergols à des températures cryogéniques nécessitent des systèmes complexes de refroidissement et d'isolation thermique. Les ingénieurs doivent relever ces défis pour garantir le bon fonctionnement des moteurs dans l'espace hostile.

### Articles détaillés
- Moteur-fusée à ergols liquides